# Аль-Инфитар
Аль-Инфита́р (араб. الانفطار — Раскалывание) — восемьдесят вторая сура Корана. Сура мекканская. Ниспослана между сурами ан-Назиат  и аль-Иншикак. Состоит из 19 аятов.

## Содержание
В ней рассказывается о части ужасов Судного дня, когда каждая душа познает то, что она совершила и что люди, следуя за ней и подражая ей, совершили из добрых и злых деяний. Сура предостерегает высокомерного человека, который не осознаёт могущества и милости Господа, сотворившего его. Затем в суре подчёркивается, что при каждом человеке есть ангелы-хранители, достойные писцы, записывающие его деяния.

 Когда небо расколется, ۝ когда тела небесные осыплются, ۝ когда моря перельются и смешаются (или высохнут), ۝ когда могилы перевернутся, ۝ тогда каждая душа узнает, что она совершила и что оставила после себя. ۝ О человек! Что ввело тебя в заблуждение относительно твоего Великодушного Господа, ۝ Который сотворил тебя и сделал твой облик совершенным и соразмеренным? ۝ Он сложил тебя в том облике, в каком пожелал. ۝ Но нет! Вы же считаете ложью воздаяние. ۝ Воистину, над вами есть хранители - ۝ благородные писцы, ۝ которые знают о том, что вы совершаете. ۝ Воистину, благочестивые окажутся в блаженстве. ۝ Воистину, грешники окажутся в Аду, ۝ куда они войдут в День воздаяния. ۝ Они не смогут избежать этого. 
—  82:1—16 (Кулиев)